# Ensemble Gestratz

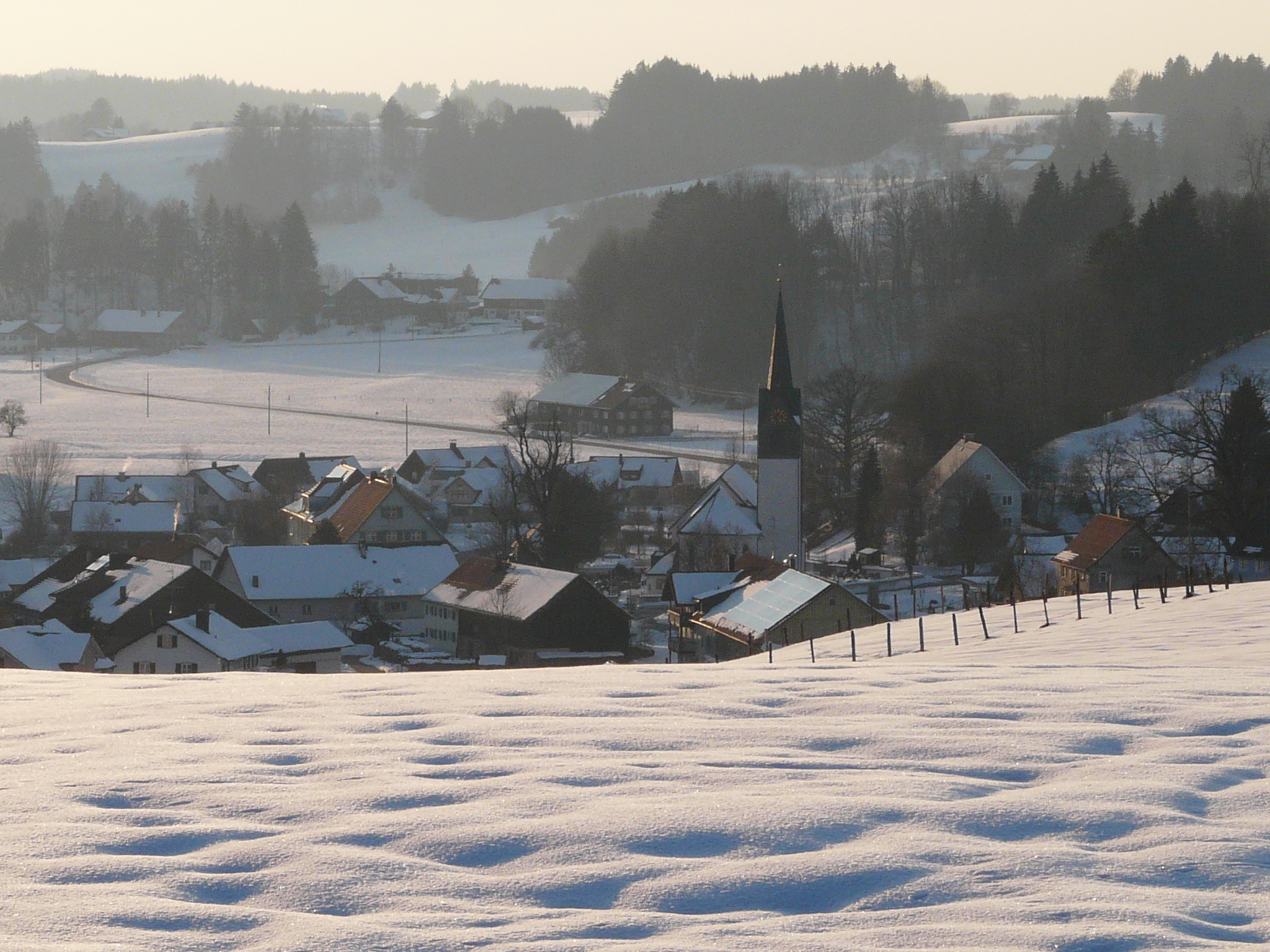
Gestratz

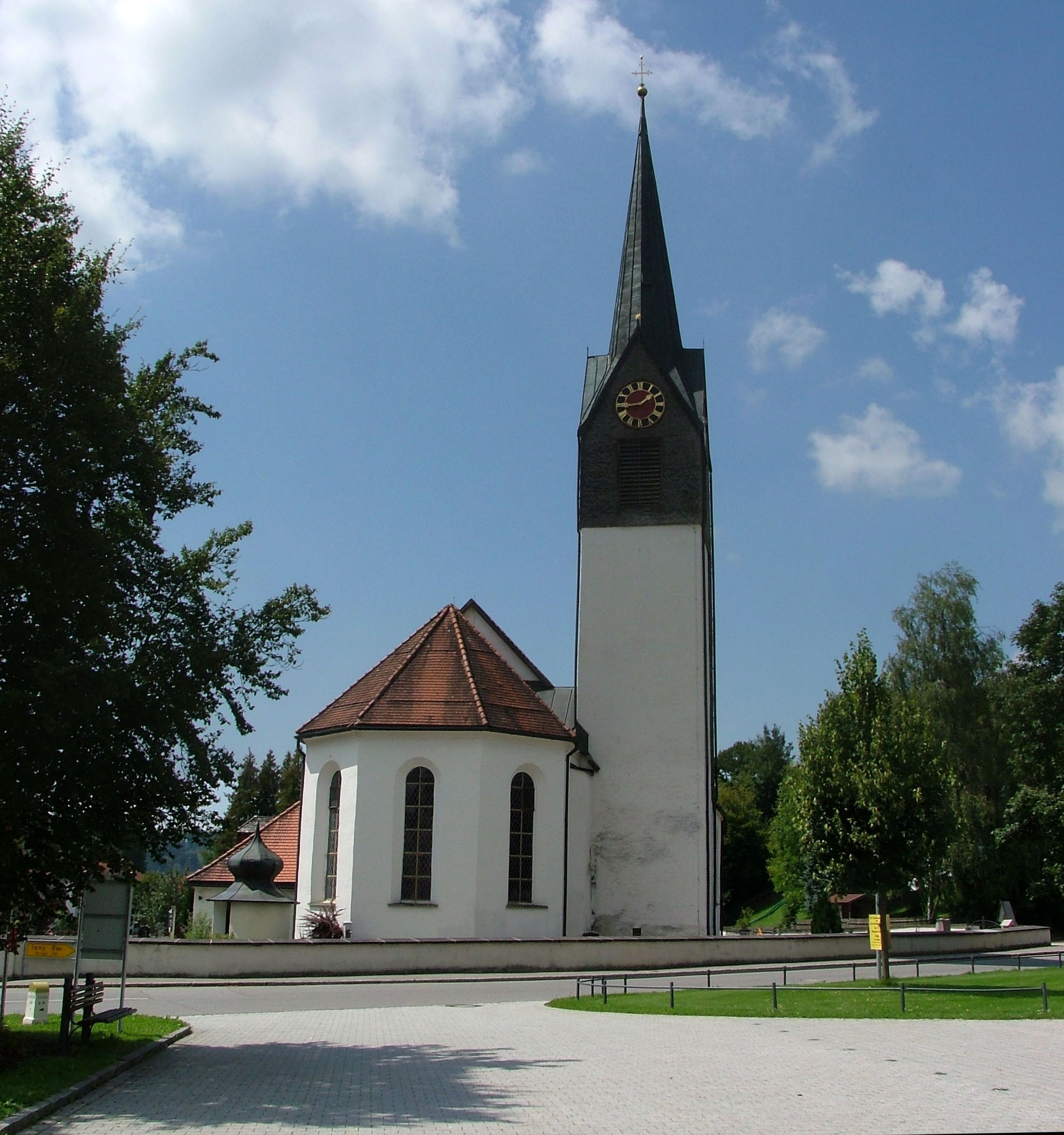
Katholische Pfarrkirche St. Gallus

Das Ensemble Gestratz umfasst den historisch bebauten Bereich von Gestratz, einer Gemeinde im Landkreis Lindau (Bodensee) im bayerischen Regierungsbezirk Schwaben. Das Ensemble ist ein geschütztes Baudenkmal.

## Beschreibung
Das Allgäuer Dorf im Tal der Oberen Argen ist seit Jahrhunderten Pfarrdorf für über 30 Weiler und Einöden. In der Mitte des locker bebauten Dorfes erhebt sich die Pfarrkirche St. Gallus, die vom ummauerten Friedhof umgeben wird. Im 8. Jahrhundert in der Nähe der Römerstraße Kempten–Bregenz durch das Kloster St. Gallen begründet, wurde die Kirche 1437 neu erbaut.
Dem Kirchenbau ordnet sich nördlich der Pfarrhof zu, eine moderne Anlage, welche die äußere Gestalt des Vorgängerbaus von 1695 bewahrt hat. Südlich fügen sich das Mesnerhaus des 18. Jahrhunderts, jetzt Rathaus, und die Schule aus der Zeit um 1925 an. 
Östlich stehen das alte Schulhaus, die Sennerei, das Benefiziatenhaus, die ehemalige Bäckerei und das Gasthaus Adler mit der ehemaligen Dorfschmiede. Die Bauten des 18. und 19. Jahrhunderts mit Satteldächern sind in der Regel zweigeschossig, mit verschindelten Fassaden und Fensterläden. 
Mit dem Bau der in das Ortsbild eingepassten Gemeindehalle aus dem Jahr 1972 erhielt der Ort, der nur drei Bauernanwesen besitzt, einen weiteren Mittelpunkt.

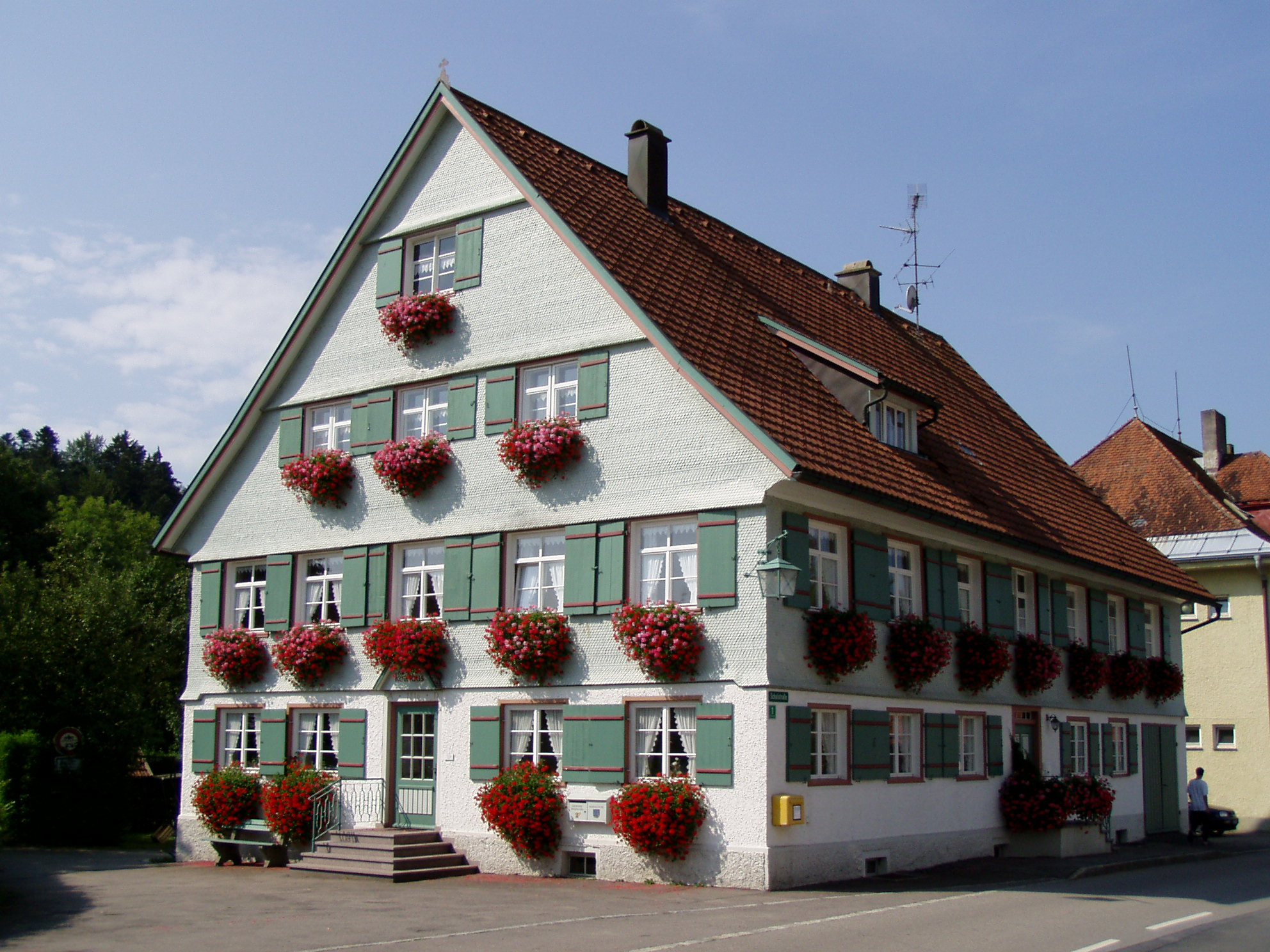
Rathaus
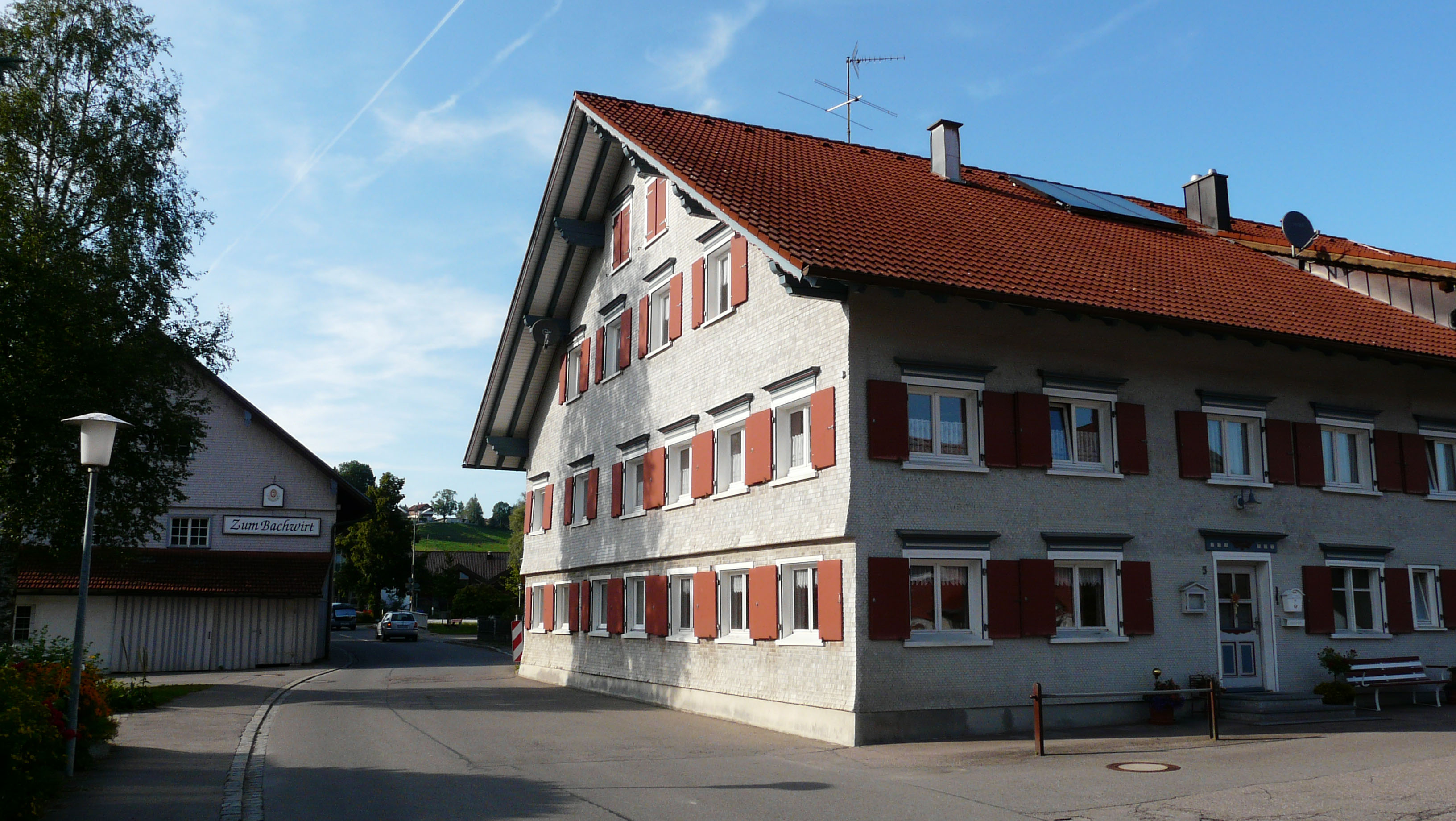
Gasthaus Adler
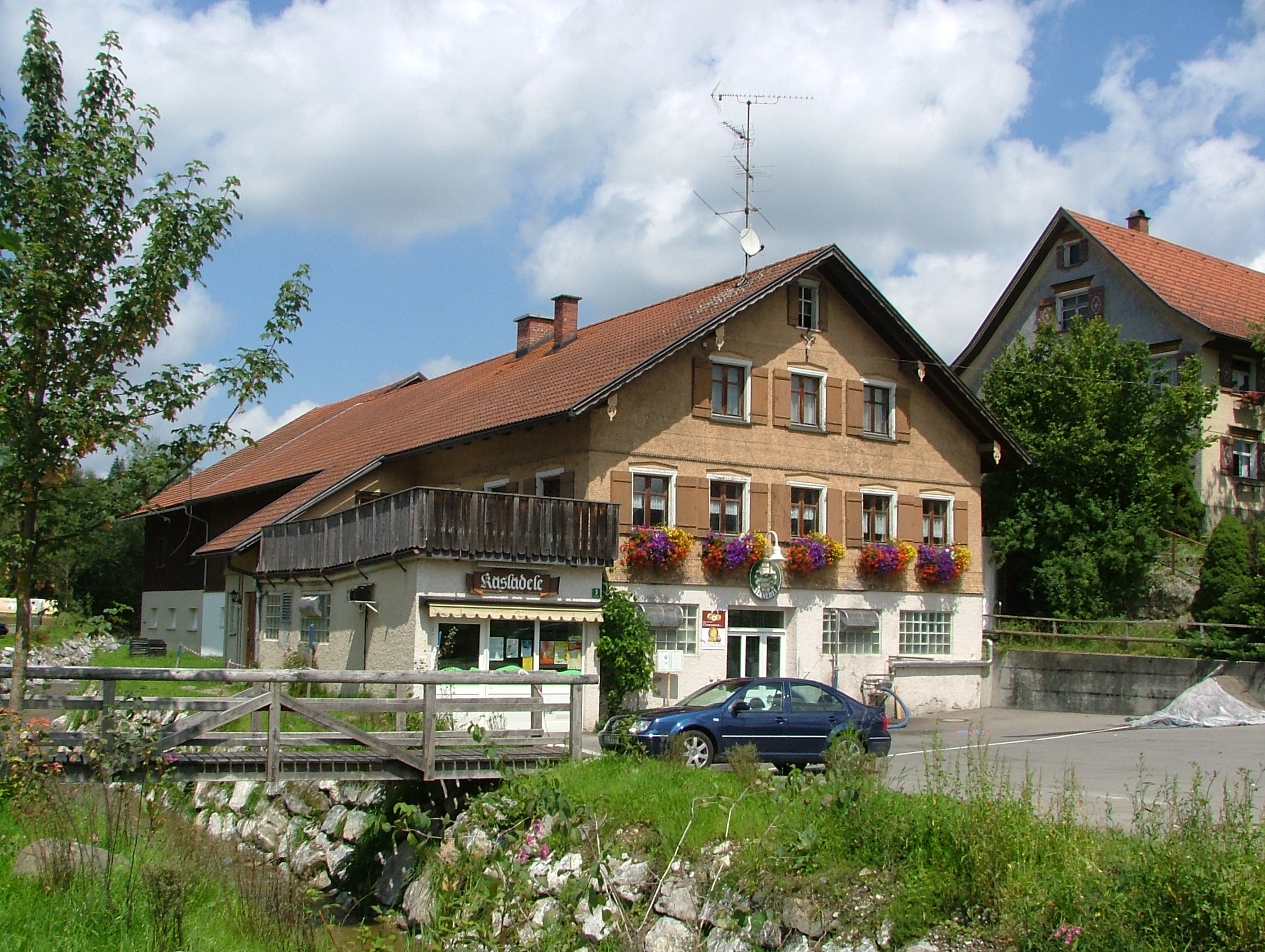
Sennerei
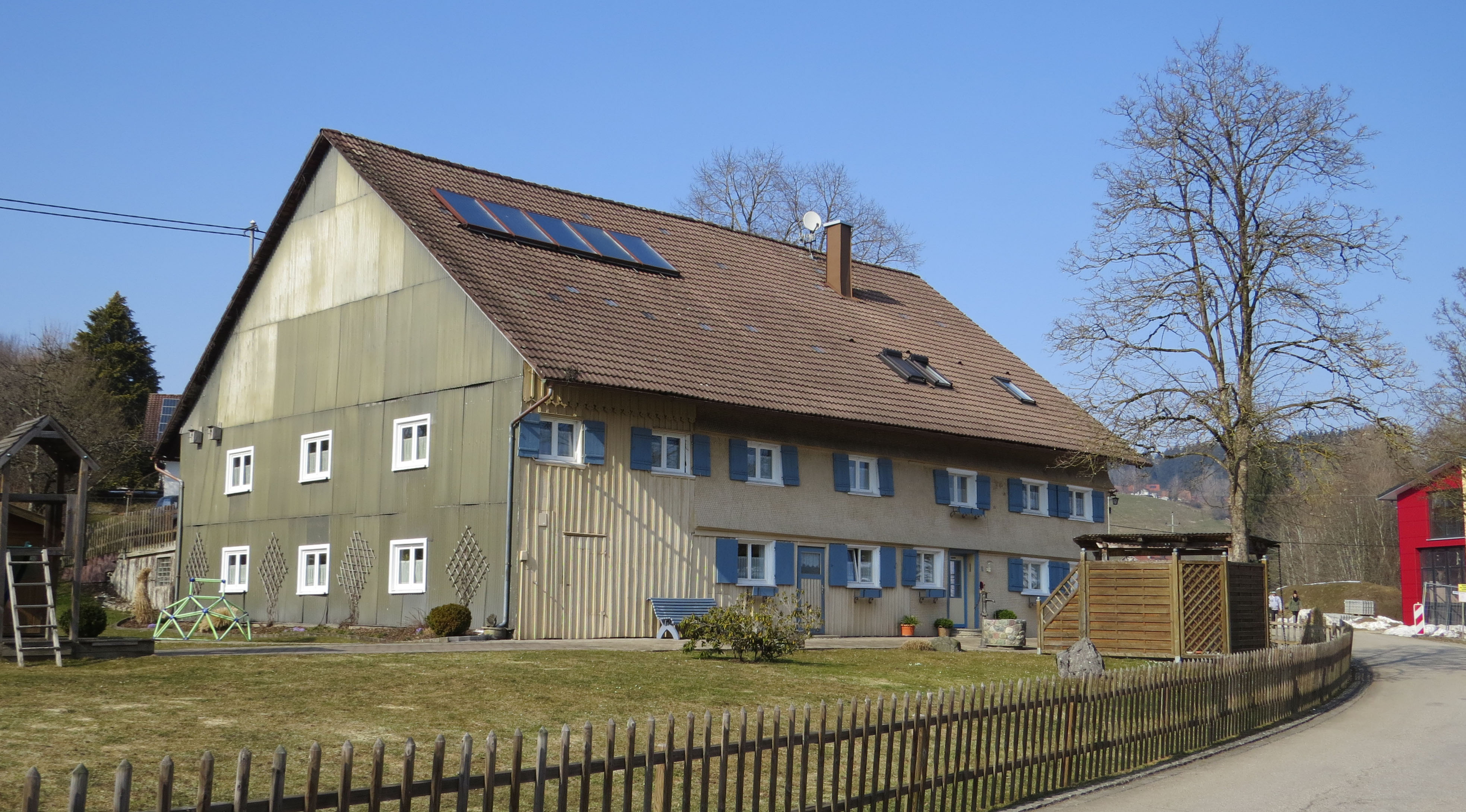
Bauernhaus Kössentöbeleweg 1